# Nomaua
Genre
Synonymes
- Wairua Forster, 1990

Nomaua est un genre d'araignées aranéomorphes de la famille des Physoglenidae.

## Distribution
Les espèces de ce genre sont endémiques de Nouvelle-Zélande.

## Liste des espèces
Selon World Spider Catalog (version 18.0, 09/05/2017) :
- Nomaua arborea Forster, 1990
- Nomaua cauda Forster, 1990
- Nomaua crinifrons (Urquhart, 1891)
- Nomaua nelson Forster, 1990
- Nomaua perdita Forster, 1990
- Nomaua rakiura Fitzgerald & Sirvid, 2009
- Nomaua repanga Fitzgerald & Sirvid, 2009
- Nomaua rimutaka Fitzgerald & Sirvid, 2009
- Nomaua taranga Fitzgerald & Sirvid, 2009
- Nomaua urquharti Fitzgerald & Sirvid, 2009
- Nomaua waikanae (Forster, 1990)
- Nomaua waikaremoana Forster, 1990

## Publication originale
- Forster, Platnick & Coddington, 1990 : A proposal and review of the spider family Synotaxidae (Araneae, Araneoidea), with notes on theridiid interrelationships. Bulletin of the American Museum of Natural History, no 193, p. 1-116 (texte intégral).